# Force India VJM09
Der Force India VJM09 ist der Formel-1-Rennwagen von Sahara Force India für die Formel-1-Weltmeisterschaft 2016. Er ist der neunte Force-India-Formel-1-Wagen. Die Präsentation des Fahrzeugs erfolgte am 22. Februar 2016 auf dem Circuit de Barcelona-Catalunya.

## Technik und Entwicklung
Der VJM09 ist das Nachfolgemodell des VJM08 und unterscheidet sich optisch kaum von der in der zweiten Saisonhälfte 2015 eingesetzten, überarbeiteten Version des Vorgängermodells. Auffällig ist, genau wie beim Vorgängermodell, die Fahrzeugnase mit zwei Löchern. Diese Öffnungen bilden unterhalb der Nase einen geschlossenen Kanal und sorgen für einen deutlich verbesserten Luftstrom unter das Fahrzeug, ohne dass eine kurze Nase, die beim vorgeschriebenen Crashtest zu Problemen führt, produziert werden muss.
Angetrieben wird der VJM09 vom Mercedes-Benz PU106C Hybrid, einem 1,6-Liter-V6-Motor mit einem Turbolader. Auch das ERS kommt von Mercedes.

## Lackierung und Sponsoring
Der VJM09 ist in Schwarz und Silber lackiert, zudem zieht sich ein geschwungener oranger Streifen über das Fahrzeug. Der Titelsponsor und Anteilseigner Sahara India Pariwar ist als Sponsor auf den Seitenkästen vertreten. Weitere Großsponsoren des Teams sind Kingfisher Airlines sowie die United Breweries Group mit ihrer Spirituosen-Marke Royal Challenge, Unternehmen, die dem Teamchef Vijay Mallya nahestehen. Außerdem sind Claro, ein Markenname in mehreren Staaten Lateinamerikas für Mobilfunknetze von América Móvil und die NEC Corporation auf dem Fahrzeug vertreten.

## Fahrer
Die Fahrerpaarung blieb im Vergleich zum Vorjahr unverändert. Für Nico Hülkenberg war es somit die vierte und für Sergio Pérez die dritte Saison für Force India.

## Saison 2016
Mit dem VJM09 erzielte Force India mit Rang vier in der Konstrukteurswertung das bis dahin beste Ergebnis in seiner Geschichte. Pérez gelangen dabei zwei Podestplätze in Monaco und Europa. Nach einem schwachen Saisonstart mit 14 Punkten aus den ersten fünf Rennen erreichte Force India besonders in der zweiten Saisonhälfte regelmäßig mit beiden Fahrzeugen die Punkteränge, so dass Williams überholt und distanziert werden konnte.

## Ergebnisse
| Fahrer                          | Nr.                             | 1  | 2  | 3  | 4   | 5   | 6 | 7  | 8 | 9   | 10 | 11 | 12 | 13 | 14 | 15  | 16 | 17 | 18  | 19 | 20 | 21 | Punkte | Rang |
| ------------------------------- | ------------------------------- | -- | -- | -- | --- | --- | - | -- | - | --- | -- | -- | -- | -- | -- | --- | -- | -- | --- | -- | -- | -- | ------ | ---- |
| Formel-1-Weltmeisterschaft 2016 | Formel-1-Weltmeisterschaft 2016 |    |    |    |     |     |   |    |   |     |    |    |    |    |    |     |    |    |     |    |    |    | 173    | 4.   |
| N. Hülkenberg                   | 27                              | 7  | 15 | 15 | DNF | DNF | 6 | 8  | 9 | 19* | 7  | 10 | 7  | 4  | 10 | DNF | 8  | 8  | DNF | 7  | 7  | 7  | 173    | 4.   |
| S. Pérez                        | 11                              | 13 | 16 | 11 | 9   | 7   | 3 | 10 | 3 | 17* | 6  | 11 | 10 | 5  | 8  | 8   | 6  | 7  | 8   | 10 | 4  | 8  | 173    | 4.   |

| Legende  | Legende            | Legende                                                          |
| Farbe    | Abkürzung          | Bedeutung                                                        |
| -------- | ------------------ | ---------------------------------------------------------------- |
| Gold     | –                  | Sieg                                                             |
| Silber   | –                  | 2. Platz                                                         |
| Bronze   | –                  | 3. Platz                                                         |
| Grün     | –                  | Platzierung in den Punkten                                       |
| Blau     | –                  | Klassifiziert außerhalb der Punkteränge                          |
| Violett  | DNF                | Rennen nicht beendet (did not finish)                            |
| Violett  | NC                 | nicht klassifiziert (not classified)                             |
| Rot      | DNQ                | nicht qualifiziert (did not qualify)                             |
| Rot      | DNPQ               | in Vorqualifikation gescheitert (did not pre-qualify)            |
| Schwarz  | DSQ                | disqualifiziert (disqualified)                                   |
| Weiß     | DNS                | nicht am Start (did not start)                                   |
| Weiß     | WD                 | zurückgezogen (withdrawn)                                        |
| Hellblau | PO                 | nur am Training teilgenommen (practiced only)                    |
| Hellblau | TD                 | Freitags-Testfahrer (test driver)                                |
| ohne     | DNP                | nicht am Training teilgenommen (did not practice)                |
| ohne     | INJ                | verletzt oder krank (injured)                                    |
| ohne     | EX                 | ausgeschlossen (excluded)                                        |
| ohne     | DNA                | nicht erschienen (did not arrive)                                |
| ohne     | C                  | Rennen abgesagt (cancelled)                                      |
| ohne     | keine WM-Teilnahme |                                                                  |
| sonstige | P/fett             | Pole-Position                                                    |
| sonstige | 1/2/3/4/5/6/7/8    | Punktplatzierung im Sprint-/Qualifikationsrennen                 |
| sonstige | SR/kursiv          | Schnellste Rennrunde                                             |
| sonstige | *                  | nicht im Ziel, aufgrund der zurückgelegten Distanz aber gewertet |
| sonstige | ()                 | Streichresultate                                                 |
| sonstige | unterstrichen      | Führender in der Gesamtwertung                                   |